# John Rutherford (hispaniste)
Pour les articles homonymes, voir John Rutherford.
John Rutherford (St Albans, Angleterre, 1941) est un hispaniste anglais qui a promu la connaissance de la culture galicienne, et en particulier sa littérature. Il est aussi traducteur de la littérature castillane en langue anglaise.

## Biographie
John Rutherford est professeur du Queen's College de l'Université d'Oxford et dirige le Centre d'études galiciennes de cette université. Il a été président et vice-président de l'Association internationale d'études galiciennes. 
Il coordonne, l'atelier de traduction galicien - anglais du Queen's College. Il a traduit et a publié Castelao et Xosé Luís Méndez Ferrín. Il a traduit d'autres auteurs, non encore publiés sous forme de livre : María Mariño, Carlos Casares et Eduardo Blanco Amor, entre autres. Il est connu pour être l'auteur de la traduction anglaise de deux classiques de la littérature espagnole : La Regenta (Clarín) et le Don Quichotte. Il a aussi publié un roman en galicien, Les flèches d'or (Vigo, éditeur Galaxia, 2004), relatif au chemin de Saint-Jacques-de-Compostelle.
Son attachement à la Galice découle de son mariage avec une galicienne; il réside à Ribadeo (commune de la province de Lugo) une partie de l'année. En 1983, il reçoit la Médaille d'or du mérite des beaux-arts par le Ministère de l'Éducation, de la Culture et des Sports et le 24 juin 2007 il reçoit le Premio Trasalba pour sa contribution à la diffusion de la langue, de la culture et de la littérature galiciennes.